# Bellanca XSE
Le Bellanca XSE est un prototype d'avion militaire américain datant des années 1930. Il a été développé pour le compte de l'US Navy.

## Historique

### Développement

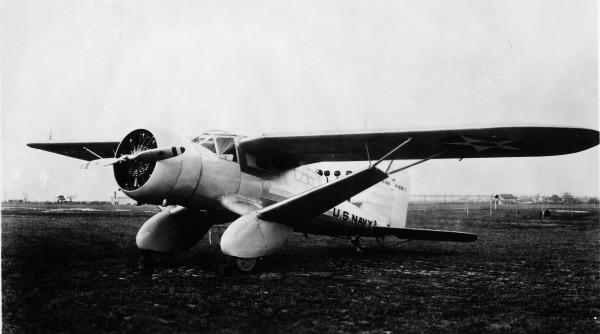
Bellanca XSE.

Au début des années 1930 l'US Navy fit savoir qu'elle recherchait un nouvel avion de reconnaissance destiné à ses opérations à partir de ses bases à terre. Quatre constructeurs y répondirent : Bellanca, Great Lakes, Loening, et Sikorsky. Un prototype de chacun des projets fut commandé sous les désignations respectives de XSE, XSG (en), XSL (en) et enfin XSS (en). 
Le Bellanca XSE était le seul des quatre à être un avion, les autres étant des amphibies.
Chacun d'entre-eux vola entre la fin de l'année 1931 et le début de l'année 1933. De son côté le programme d'essais du Bellanca XSE fut endeuillé par le crash du premier prototype. Un second fut construit au début de l'année 1933. Cependant cela ne joua nullement en sa faveur puisque le programme fut annulé en mars 1933, l'US Navy réalisant qu'elle n'avait alors pas besoin d'un tel avion. 
Le Bellanca XSE fut envoyé à la ferraille quelques semaines après cette annulation.

## Aspects techniques

### Description
Le Bellanca XSE se présente sous la forme d'un monomoteur monoplan à aile en W. De construction mixte en bois et métal il est doté d'un train d'atterrissage classique fixe à jambes carénées et roulette de queue. Le pilote et son copilote prennent place à bord d'un cockpit biplace côte à côte. Le Bellanca XSE n'est pas armé.
Sa propulsion est assurée par un moteur en étoile doté d'une casserole d'hélice. Sa puissance de 659 chevaux permet d'entraîner une hélice bipale métallique.

### Désignations
- Bellanca XSE : Désignation générique de la famille d'avions.
  - Bellanca XSE-1 : Désignation du premier prototype.
  - Bellanca XSE-2 : Désignation du second prototype.

### Développements liés
- Bellanca TES.
- Bellanca C-27 Aircruiser.

## Sources & références

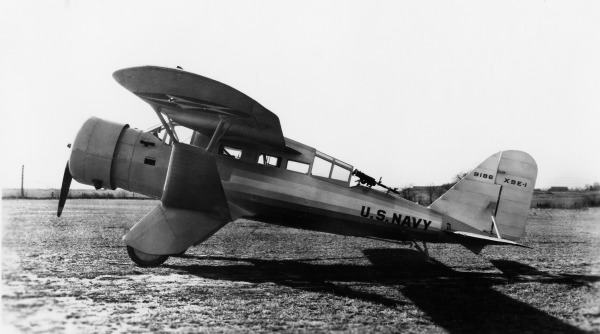
Bellanca XSE-1.

### Sources bibliographiques
- Le grand atlas de l'aviation, Évreux, Editions Atlas, 1994, 449 p. (ISBN 978-2-731-22313-2 et 978-2-731-21468-0).
- Édouard Chemel, Chronique de l'aviation, Éditions Chronique, 1991, 1175 p. (ISBN 978-2-905-96951-4).
- Alain Pelletier, Les bombardiers et torpilleurs navals américains : mieux connaître tous les bombardiers et les torpilleurs de la marine américaine, prototypes et projets compris, Clichy, Larivière, 1999, 50 p. (ISBN 2-907051-20-2).
- Michel Marmin (réd. en chef), Jean-Claude Bernar (dir.) et Marion Mabboux (resp. d'éd.), Encyclopédie "Toute l'aviation", Lausanne, Editions Atlas, 1993, 15 vol. (ISBN 978-2-7312-1326-3, 978-2-731-21344-7 et 978-2-731-21345-4, OCLC 715773689).
- Bill Gunston et Claude Dovaz (adapt. française), L'Aviation de combat, Paris, Gründ, 1985, 79 p. (ISBN 978-2-7000-6409-4, OCLC 461977010).

### Sources web
- Le Bellanca XSE sur la page des archives américaines.